# Desmia leucothyris
Desmia leucothyris is een vlinder uit de familie van de grasmotten (Crambidae). De wetenschappelijke naam van deze soort is voor het eerst voorgesteld als Phryganodes leucothyris door Paul Dognin in een publicatie uit 1909.
De soort komt voor in Frans-Guyana.